# Dysaphis brevirostris
Dysaphis brevirostris är en insektsart som först beskrevs av Carl Julius Bernhard Börner 1950.  Dysaphis brevirostris ingår i släktet Dysaphis och familjen långrörsbladlöss. Inga underarter finns listade i Catalogue of Life.